# Sobótka (powiat kolski)
Sobótka – wieś w Polsce położona w województwie wielkopolskim, w powiecie kolskim, w gminie Dąbie.
W latach 1975–1998 miejscowość należała administracyjnie do województwa konińskiego.
W pobliżu miejscowości znajduje się Miejsce Obsługi Podróżnych (MOP Sobótka) dla jadących Autostradą A2 w kierunku Poznania.
Najstarsza wzmianka o jej istnieniu pochodzi z 1286 roku. Była wsią królewską, należącą do zamku w Łęczycy. W 1564 roku był w niej młyn koński i dwa wiatraki. W 1789 roku istniał we wsi browar. 
We wrześniu 1939 roku w rejonie Sobótki został zestrzelony polski samolot, który runął na ziemię i spłonął z dwoma nieznanymi lotnikami. Pochowano ich w jednym grobie na tutejszym cmentarzu. Znajduje się tam również murowana kaplica z 1853 roku.
W 1879 roku przebudowano lokalny murowany kościół. Wewnątrz świątyni znajdują się trzy ołtarze barokowe z XVIII wieku oraz barokowa ambona.  
5 stycznia 1950 r. urodził się w Sobótce ks. Tomasz Kaczmarek - postulator procesu beatyfikacyjnego ks. Jerzego Popiełuszki.